# Gjeravica
Gjeravica (albánsky Gjeravicë, srbsky cyrilicí Ђеравица, latinkou Đeravica) je druhá nejvyšší hora pohoří Prokletije a celé horské soustavy Dinárské hory, její vrchol leží v nadmořské výšce 2656 m. Bývala považována za nejvyšší horu Kosova a před vyhlášením nezávislosti Kosova 17. dubna 2008 i za nejvyšší horu Srbska. Ve skutečnosti je nejvyšší horou Kosova Velká Rudoka (makedonsky Velika Rudoka, albánsky Maja e Njeriut) na jihu země v pohoří Šar planina, tento omyl vznikl kvůli nejasně vedené srbsko-makedonské hranici, jejíž přesný průběh stanovila až smlouva mezi Jugoslávií a Makedonií z roku 2001 .
Djeravica se nachází v opštině Deçan (Dečani), nedaleko od kosovsko-albánské hranice.

## Fotografie

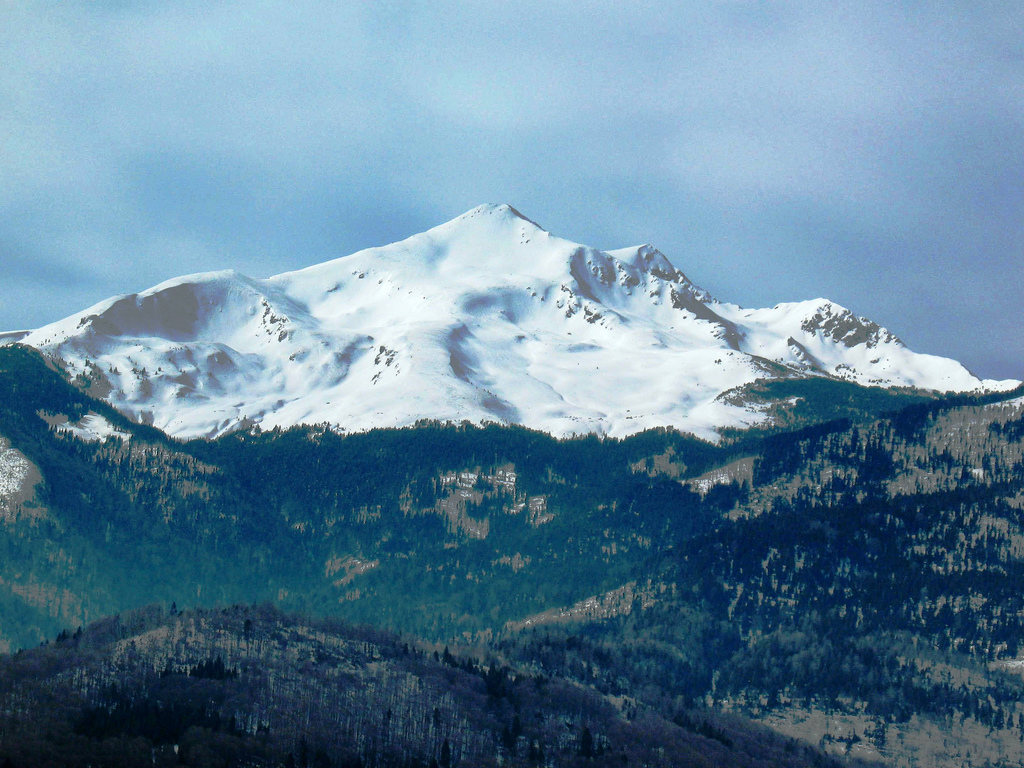
Zasněžená Đeravica

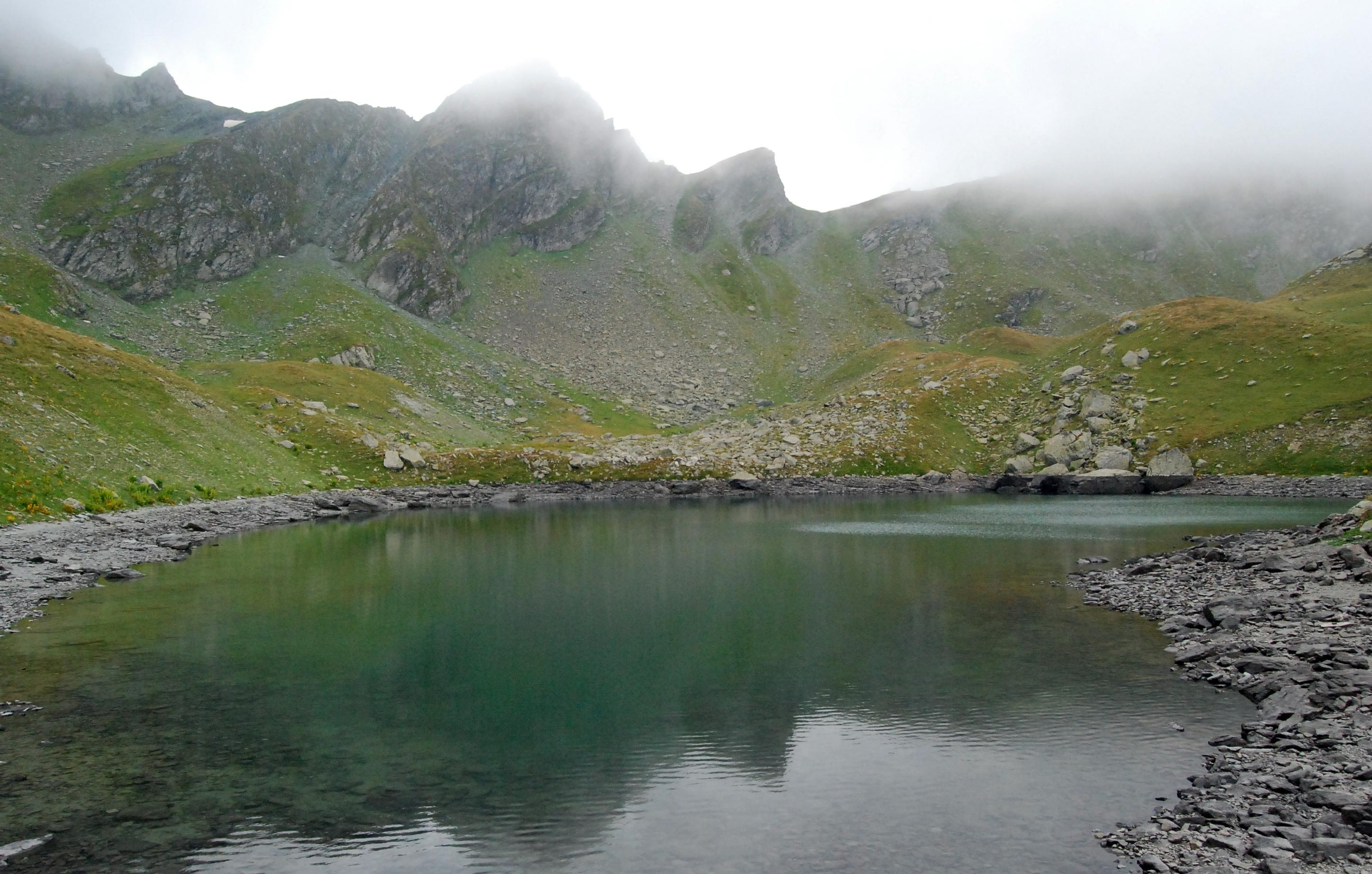
Đeravička jezera pod vrcholem

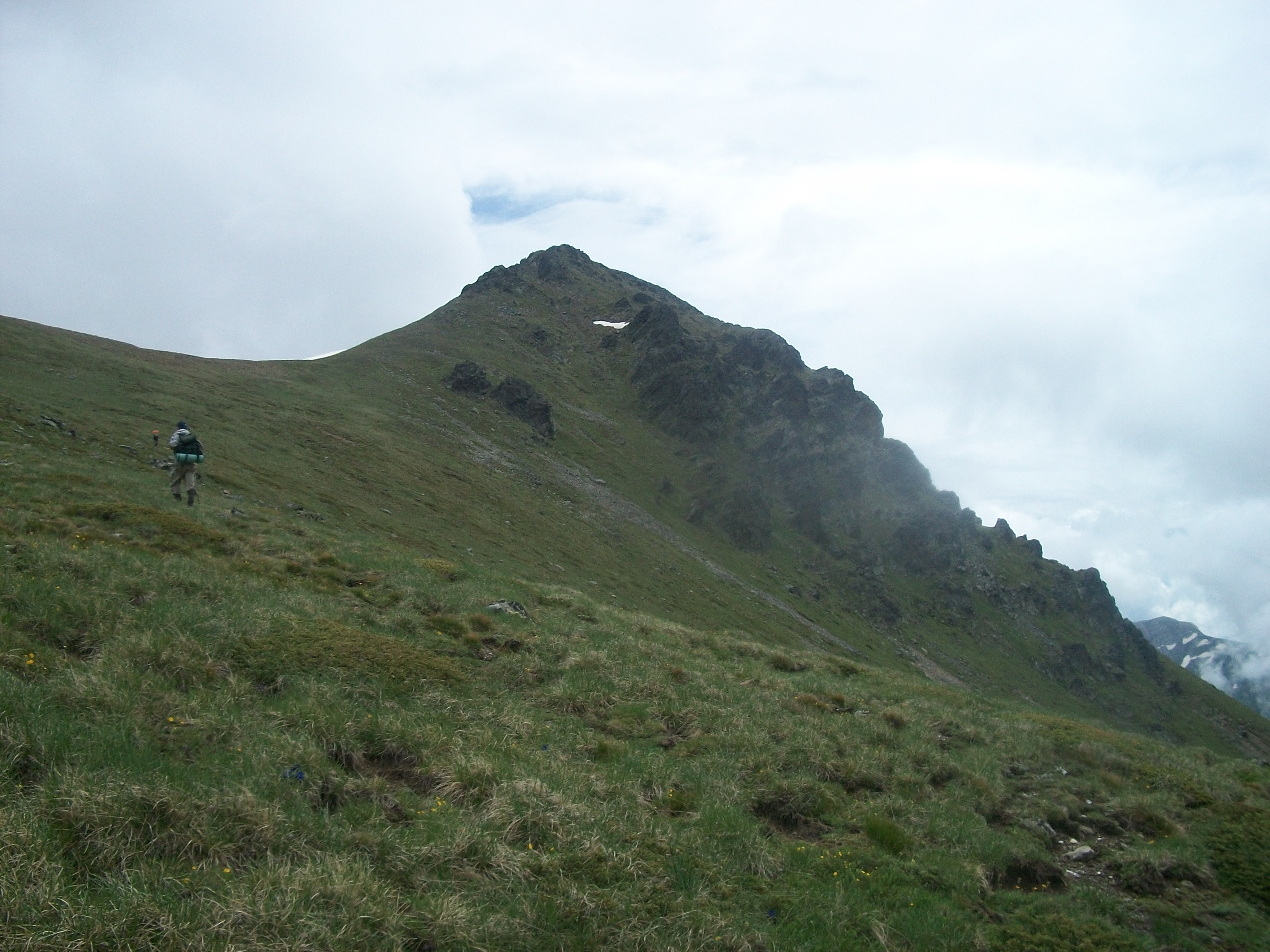
Výstup na vrchol

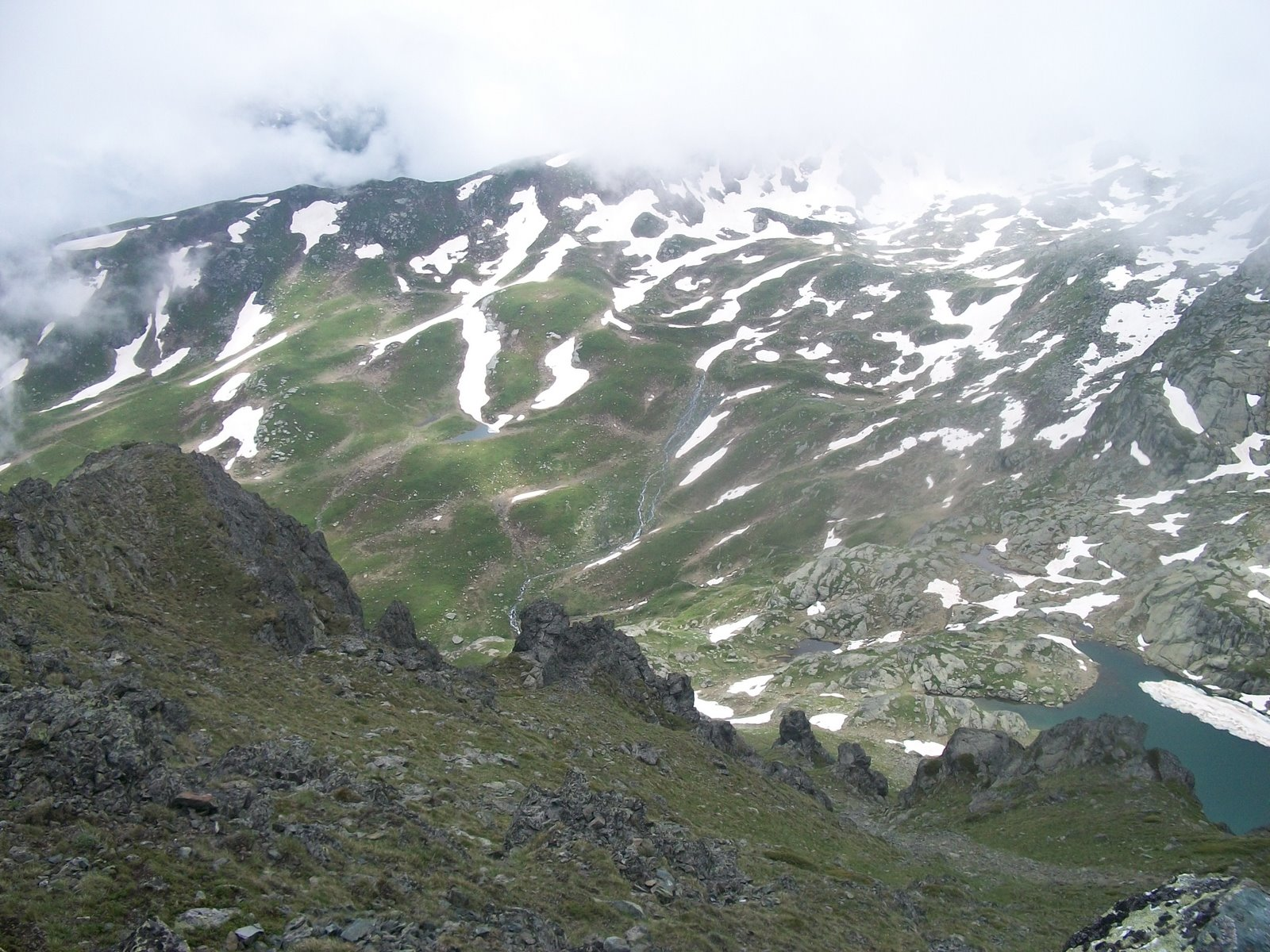
Výhled z vrcholu